# Alfonso Carrasco Rouco

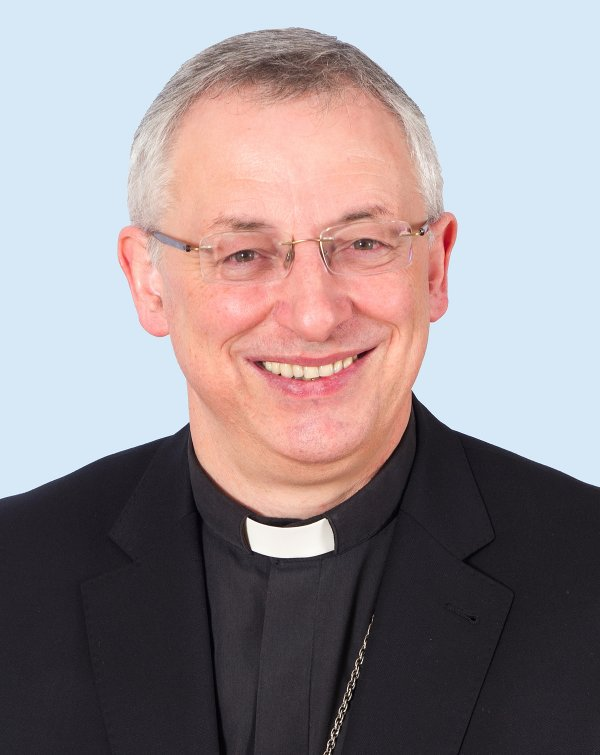
Alfonso Carrasco Rouco (2016)

Bischofswappen von Alfonso Carrasco Rouco

Alfonso Carrasco Rouco (* 12. Oktober 1956 in Villalba, Provinz Lugo) ist ein spanischer Geistlicher und römisch-katholischer Bischof von Lugo.

## Leben
Alfonso Carrasco Rouco besuchte das Kleine Seminar in Mondoñedo. Von 1973 bis 1975 studierte er Philosophie an der Päpstlichen Universität Salamanca und von 1975 bis 1980 Katholische Theologie an der Universität Freiburg in der Schweiz, an der er das Lizenziat erwarb. Von 1980 bis 1981 absolvierte er einen Forschungsaufenthalt am Kanonistischen Institut der Ludwig-Maximilians-Universität München. Danach war Alfonso Carrasco Rouco als Dozent am Lehrstuhl für Fundamentalmoral der Universität Freiburg in der Schweiz tätig. Am 8. April 1985 empfing er das Sakrament der Priesterweihe für das Bistum Mondoñedo-Ferrol. Von 1987 bis 1988 war er Stipendiat des Schweizerischen Nationalen Forschungsfonds an der Universität München. 1989 wurde Carrasco Rouco an der Universität Freiburg mit der Arbeit Le primat de l’évêque de Rome. Étude sur la cohérence ecclésiologique et canonique du primat de juridiction („Der Primat des Bischofs von Rom. Studie über die ekklesiologische und kanonische Kohärenz des Jurisdiktionsprimats“) zum Doktor der Theologie promoviert.
Nach der Rückkehr in seine Heimat war Alfonso Carrasco Rouco zunächst als Mitarbeiter des Pastoralteams der Pfarrei Santa Maria in Cervo und als Dozent an der Escuela Diocesana de Teología des Bistums Mondoñedo-Ferrol tätig, bevor er 1992 Assistenz-Professor für Systematische Theologie und schließlich 1996 Professor für Dogmatik an der Theologischen Fakultät San Dámaso in Madrid wurde. Außerdem war er von 1994 bis 2000 Direktor des dortigen Instituts für Religionswissenschaft sowie von 1998 bis 2000 Vizedekan und von 2000 bis 2003 Dekan der Theologischen Fakultät San Dámaso. Ferner arbeitete Carrasco Rouco von 2001 bis 2006 in den von der Kongregation für den Klerus veranstalteten Priesterfortbildungskursen mit und von 2004 bis 2005 gehörte er der Kommission für die dritte Diözesansynode des Erzbistums Madrid an. Ab 2006 war er zudem Direktor der Abteilung für Dogmatik an der Theologischen Fakultät San Dámaso. Carrasco Rouco war Mitglied der Comisión Teológica Asesora der Spanischen Bischofskonferenz und gehörte den Redaktionen der Zeitschriften Scripta Theologica, Revista española de Teología und Communio an.
Neben seinen akademischen Tätigkeiten wirkte Alfonso Carrasco Rouco ab 1992 als Seelsorger in der Pfarrei San Jorge Mártir de Córdoba in Madrid und ab 1996 als Geistlicher Beirat des Madrider Zentrums der Asociación nacional de propagandistas.
Am 30. November 2007 ernannte ihn Papst Benedikt XVI. zum Bischof von Lugo. Der Erzbischof von Madrid, Antonio María Kardinal Rouco Varela, spendete ihm am 9. Februar 2008 die Bischofsweihe; Mitkonsekratoren waren der Apostolische Nuntius in Spanien, Erzbischof Manuel Monteiro de Castro, und der Erzbischof von Santiago de Compostela, Julián Barrio Barrio. Sein Wahlspruch Sanctificati in veritate („In der Wahrheit geheiligt“) stammt aus Joh 17,19 .
In der Spanischen Bischofskonferenz war Alfonso Carrasco Rouco von 2008 bis 2011 Mitglied der Kommission für Bildung und Kultur sowie von 2008 bis 2017 Mitglied der Kommission für die Glaubenslehre. Am 15. März 2017 wurde er Vizepräsident der Kommission für die Priesterseminare und Universitäten und Präsident der Unterkommission für die Universitäten. Seit 3. März 2020 ist Carrasco Rouco Präsident der Kommission für Bildung und Kultur. Ferner gehört er dem Ständigen Rat der Spanischen Bischofskonferenz an.
Alfonso Carrasco Rouco ist der Neffe von Antonio María Kardinal Rouco Varela (* 1936), emeritierter Erzbischof von Madrid.

## Schriften (Auswahl)
- Le primat de l’évêque de Rome. Étude sur la cohérence ecclésiologique et canonique du primat de juridiction (= Studia Friburgensia. Nouvelle série: sectio canonica. Band 73, 7). Éditions Universitaires, Freiburg im Üechtland 1990, ISBN 978-2-8271-0459-8.
- La vida de la Iglesia como lugar histórico de acceso a la verdad. In: Revista española de Teología. Band 60, Nr. 2–4, 2000, S. 463–481.
- Unicidad y unidad de la Iglesia en la Declaración „Dominus Iesus“. In: Revista española de Teología. Band 61, Nr. 3, 2001, S. 331–348.
- Unidad de la iglesia y experiencia de fe en la enseñanza de Johann Adam Möhler. In: Revista española de Teología. Band 62, Nr. 2–4, 2002, S. 581–611.
- Alfonso Carrasco Rouco, Javier Prades (Hrsg.): In communione Ecclesiae: miscelánea en honor del cardenal Antonio Ma. Rouco Varela, con ocasión del XXVo. aniversario de su congregación episcopal (= Studia theologica Matritensia. Band 2). Publicaciones de la Facultad de Teología San Dámaso, Madrid 2003, ISBN 978-84-932705-4-4.
- Verdad histórica y vida en la unidad en la primera Escuela de Tubinga. In: Revista española de Teología. Band 65, Nr. 3, 2005, S. 351–366.
- El significado de la vida de la Iglesia para la cuestión de la „ley natural“. In: Revista española de Teología. Band 67, Nr. 2–3, 2007, S. 215–240.
- La recepción del primado de jurisdicción papal a partir del Concilio Vaticano II y de „Ut unum sint“. In: Diálogo ecuménico. Band 42, Nr. 132, 2007, S. 7–39.
- Consideraciones sobre el libro „Jesús de Nazaret“ de Joseph Ratzinger-Benedicto XVI. El Jesús histórico y el Cristo de la fe. In: Revista española de Teología. Band 68, Nr. 3, 2008, S. 213–227.
- La renuncia al Ministerio Petrinonota teológica. In: Scripta theologica: revista de la Facultad de Teología de la Universidad de Navarra. Band 45, Nr. 2, 2013, S. 467–475.
- Fe eucarística. Publicaciones Diócesis de Lugo, Lugo 2018, ISBN 978-84-942425-8-8.
- Per una comprensione cristiana del Cammino di Santiago. Publicaciones Diócesis de Lugo, Lugo 2018, ISBN 978-84-942425-9-5.